# Емельська долина
Емельська долина (кит.: 额敏谷地; піньїнь: Émǐn gǔdì) — розташована на китайсько-казахстанському кордоні у Центральній Азії.
Площа становить близько 65 000 км².
Головною водною артерією є річка Емель.
Адміністративно долину Емін займають райони префектури Тачен в регіоні Сіньцзян на північному заході Китаю; та Східноказахстанська область Казахстану.

## Екологія
Емельська долина має степову екосистему луків і гори з помірним кліматом.
Степ Емельської долини — палеарктичний екорегіон у біомі помірних лук, саван і чагарників, із двома солоними озерами Алаколь і Сасикколь.

## Гідрологія
Орографічно Емельська долина є безстічною улоговиною.
На півночі гори Тарбагатай відокремлюють його від басейну озера Зайсан, яке є частиною басейну річки Іртиш, що є сточищем Північного Льодовитого океану.
На південному сході інший ряд гірських хребтів відокремлює її від Джунгарської улоговини (пустеля Дзосотин-Елісун).
Основним водотоком Емельської долини є річка Емін (Емель), яка тече в загальному західному напрямку, приймаючи численні потоки, що витікають з гір Тарбагатай і несуть свої води в озеро Алаколь.
Озера Алаколь і озера Сасикколь, розташовані в західній (Казахстанській) частині долини, є домівками рідкісних кучерявих пеліканів і реліктових мартинів.